# سرمایه صبور
سرمایهٔ صبور نوعی سرمایه بلندمدت است که در سرمایه‌گذار انتظار بازدهی کوتاه‌مدت از آن ندارد؛ بلکه دریافت سود خود را تا مدت معینی به تعویق می‌اندازد. فلسفه سرمایهٔ صبور، توانمندسازی طبقه فقیر و ایجاد زمینهٔ برآورده کردن نیازهای اساسی آنهاست.